# Kuusiokunnat

Lage der Verwaltungsgemeinschaft Kuusiokunnat in Finnland

Die Verwaltungsgemeinschaft Kuusiokunnat (finnisch Kuusiokuntien seutukunta) ist eine von vier Verwaltungsgemeinschaften (seutukunta) der finnischen Landschaft Südösterbotten. Zu ihr gehören die folgenden drei Städte und Gemeinden:
- Alavus
- Kuortane
- Ähtäri

Töysä gehörte bis zu seiner Eingemeindung nach Alavus 2013 als eigenständige Gemeinde zur Verwaltungsgemeinschaft Kuusiokunnat.